# Бисултанов, Асланбек Гирманович
Асланбе́к (Асламбе́к) Гирма́нович Бисулта́нов (28 марта 1956 года, Джамбульская область, Казахская ССР, СССР — 24 сентября 2001 года (по другим данным — 22 сентября 2001 года), Чечня, Россия) — советский борец, чемпион СССР, Европы и мира по вольной борьбе, Заслуженный мастер спорта СССР (1977). Член сборной команды страны в 1977-1979 годах. Первый чеченец, ставший чемпионом СССР по вольной борьбе.

## Биография
Выступал в полутяжёлом весе (до 100 кг). Его тренером был Дэги Багаев. В 1973 году выиграл Кубок и личное первенство СССР среди юношей по борьбе. В 1976 году в Одессе стал самым молодым чемпионом СССР. В 1977 году стал чемпионом СССР, Европы и мира, обладателем звания «Лучший борец чемпионата мира 1977 года» и кубка «За самую короткую схватку на чемпионате мира».
Занимал вторые места на чемпионатах СССР 1978 и 1979 годов и летней Спартакиаде народов СССР 1979 года.
После завершения спортивной карьеры работал начальником спортивного клуба армии Северо-Кавказского военного округа. Затем был директором Школы высшего спортивного мастерства. В 1992 году менее года проработал в должности министра торговли Чеченской Республики.

## Спортивные результаты
- Чемпионат СССР по вольной борьбе 1976 года — ;
- Чемпионат СССР по вольной борьбе 1977 года — ;
- Чемпионат СССР по вольной борьбе 1978 года — ;
- Чемпионат СССР по вольной борьбе 1979 года — ;

## Семья
Наряду с Дэги Багаевым тренировал своего брата, Абека Бисултанова, который дважды становился призёром чемпионатов страны.

## Память
В Грозном проводится ежегодный юниорский турнир по вольной борьбе памяти Бисултанова.